# オックスフォードミステリー ルイス警部
『オックスフォードミステリー ルイス警部』（オックスフォードミステリー ルイスけいぶ 原題：Lewis）はコリン・デクスター原作の小説『モース警部』シリーズを元にしたイギリスITVのドラマ『主任警部モース』シリーズ（1987年～2000年）のスピンオフドラマである。2006年のパイロット版から2015年まで9シーズン製作・放映された。
『主任警部モース』と同様にオックスフォードを舞台とし、主役のルイス警部役は、『主任警部モース』でのルイス巡査部長と同様にケヴィン・ウェイトリーが、相棒のジェームズ・ハサウェイ巡査部長（後に部長刑事）をローレンス・フォックスが演じた。

## キャスト
- ロバート・ルイス警部: ケヴィン・ウェイトリー（英語版）- オックスフォードシャー警察の警部
- ジェームズ・ハサウェイ巡査部長（のちに部長刑事）: ローレンス・フォックス - ルイスの相棒
- ローラ・ホブソン博士: クレア・ホールマン（英語版） - 法医学者。ルイスと惹かれ合う関係。
- ジーン・イノセント主任警視: レベッカ・フロント（英語版） - ルイスとハサウェイの上司
- エリザベス・マドックス部長刑事: アンゲラ・グリフィン（英語版） - 刑事に昇格したハサウェイの後任となる巡査部長
- ジョセフ・ムーディ主任警視: スティーヴ・トウセイント（英語版） - イノセントの後任となる管理職

## 製作
『モース警部』シリーズの著者であるコリン・デクスターは、ワダム・カレッジのポーター役など、いくつかのエピソードにごく短いカメオ出演をしている。脚本はデクスターの手法を踏襲しているが、ラッセル・ルイス、アラン・プレーター、スティーブン・チャーシェットなど、複数の脚本家の名前がクレジットされている。
このシリーズの音楽は、『主任警部モース』シリーズの音楽を手がけたバーリントン・フェラングが担当した。
2006年にパイロット版が放送された後、この番組の第1シリーズがITVに委託され、2007年2月から3月にかけて3つのエピソードが放送された。第2シリーズは2008年2月24日から3月16日まで、第3シリーズは2009年3月22日から4月12日まで、第4シリーズは2010年5月まで、第5シリーズは2011年4月まで、第6シリーズは2012年5月16日から6月6日まで放送され、それぞれ4エピソードで構成されている。同年5月、第7シリーズ製作が発表された後、フォックスは自分とウェイトリーが共に別の仕事に移ることを望んでいるため、このシリーズで最後であることを表明した。第7シリーズは2013年1月7日から2月11日にかけて放送され、3つの2部構成のストーリーで構成されていた。
2014年2月10日、番組が復活することが正式に発表され、4人のオリジナルメインキャスト全員が戻ってきてもう1つのシリーズを行うことが発表された。第8シリーズは2部構成の3つのエピソードで構成され、撮影は2014年3月に開始され、同年10月10日から11月14日にかけて放送された。同年末の11月21日、BBCラジオ・オックスフォードで、第9シリーズが製作され、撮影は2015年の5月から6月にかけて行われるとウェイトリーが発表した。これはBBC Radio 2でグリフィンによっても確認され、その後2015年3月にイブニング・スタンダードとのインタビューの中でフォックスによっても確認された。2015年4月8日、ITVは第9シリーズを正式に委託した。
2014年9月30日、ウェイトリーはラジオ・タイムズとのインタビューで、過去30年間十分に長くこのキャラクターを演じたと感じ、第9シリーズが最後となることを明らかにした。フォックスとともに彼の降板の決定は、2015年11月2日にITVによって公式に発表され、第9シリーズが最後となった。

## 日本での放送
日本では2010年秋からのチャンネル銀河での放送（第1シリーズ～第5シリーズ）を経て、2016年までに全シリーズがAXNミステリーで放送された。また2021年にはBS11での放送もなされる予定である。いずれも吹き替え版は製作されていないため字幕版での放送である。

## エピソード
| パイロット版（2006年） |       |                                                       |                  |                                                                    |                               |                |           |
| 1                      | Pilot | "数学殺人事件" "Reputation"                           | Bill Anderson    | Russell Lewis (Story) Stephen Churchett (Screenplay)               | 2006年1月29日                 | 2010年10月1日  | 11.31     |
| 第1シリーズ（2007年）  |       |                                                       |                  |                                                                    |                               |                |           |
| 2                      | 1     | "復讐の女神" "Whom the Gods would Destroy"            | Marc Jobst       | Daniel Boyle                                                       | 2007年2月18日                 | 2010年10月8日  | 8.11      |
| 3                      | 2     | "同窓生の裏切り" "Old School Ties"                    | Sarah Harding    | Alan Plater                                                        | 2007年2月25日                 | 2010年10月15日 | 7.81      |
| 4                      | 3     | "それぞれの秘密" "Expiation"                          | Dan Reed         | Guy Andrews                                                        | 2007年3月4日                  | 2010年10月22日 | 8.85      |
| 第2シリーズ（2008年）  |       |                                                       |                  |                                                                    |                               |                |           |
| 5                      | 1     | "芸術のいたずら" "And the Moonbeams Kiss the Sea"     | Dan Reed         | Alan Plater                                                        | 2008年2月24日                 | 2010年11月5日  | 8.90      |
| 6                      | 2     | "過去との決別" "Music to Die For"                     | Bill Anderson    | Dusty Hughes                                                       | 2008年3月2日                  | 2010年11月12日 | 8.50      |
| 7                      | 3     | "業火の祈り" "Life Born of Fire"                      | Richard Spence   | Tom MacRae                                                         | 2008年3月9日                  | TBA            | 8.19      |
| 8                      | 4     | "名士たちの秘密" "The Great and the Good"             | Stuart Orme      | Paul Rutman                                                        | 2008年3月16日                 | TBA            | 8.70      |
| 第3シリーズ（2009年）  |       |                                                       |                  |                                                                    |                               |                |           |
| 9                      | 1     | "愛とファンタジー" "Allegory of Love"                 | Bill Anderson    | David Pirie (Story) Stephen Churchett (Screenplay)                 | 2009年3月22日                 | TBA            | 7.54      |
| 10                     | 2     | "シェークスピア殺人事件" "The Quality of Mercy"       | Bille Eltringham | Alan Plater                                                        | 2009年3月29日                 | TBA            | 7.19      |
| 11                     | 3     | "許されざる嘘" "The Point of Vanishing"               | Maurice Phillips | Paul Rutman                                                        | 2009年4月5日                  | TBA            | 6.83      |
| 12                     | 4     | "甦った伝説のロッカー" "Counter Culture Blues"        | Bill Anderson    | Nick Dear (Story) Guy Andrews (Screenplay)                         | 2009年4月12日                 | TBA            | 6.61      |
| 第4シリーズ（2010年）  |       |                                                       |                  |                                                                    |                               |                |           |
| 13                     | 1     | "侯爵家の人々" "The Dead of Winter"                   | Bill Anderson    | Russell Lewis                                                      | 2010年5月2日                  | 2012年3月29日  | 8.70      |
| 14                     | 2     | "暗闇の真実" "Dark Matter"                            | Bille Eltringham | Stephen Churchett                                                  | 2010年5月9日                  | 2012年4月5日   | 8.23      |
| 15                     | 3     | "サドンデス クイズ大会" "Your Sudden Death Question"  | Dan Reed         | Alan Plater                                                        | 2010年5月16日                 | 2012年4月12日  | 7.29      |
| 16                     | 4     | "真実が招く悲劇" "Falling Darkness"                   | Nicholas Renton  | Russell Lewis                                                      | 2010年5月23日                 | 2012年4月19日  | 7.10      |
| 第5シリーズ（2011年）  |       |                                                       |                  |                                                                    |                               |                |           |
| 17                     | 1     | "遠い日の悲しい出来事" "Old, Unhappy, Far Off Things" | Nicholas Renton  | Russell Lewis                                                      | 2011年4月3日                  | 2012年4月26日  | 7.38      |
| 18                     | 2     | "野蛮な正義" "Wild Justice"                           | Hettie Macdonald | Stephen Churchett                                                  | 2011年4月10日                 | 2012年5月3日   | 6.69      |
| 19                     | 3     | "心の闇" "The Mind Has Mountains"                     | Charles Palmer   | Patrick Harbinson                                                  | 2011年4月17日                 | 2012年5月10日  | 7.12      |
| 20                     | 4     | "誰がメアリーを殺した？" "The Gift of Promise"        | Metin Hüseyin    | Dusty Hughes & Stephen Churchett                                   | 2011年4月24日                 | 2012年5月17日  | 6.62      |
| 第6シリーズ（2012年）  |       |                                                       |                  |                                                                    |                               |                |           |
| 21                     | 1     | "天才の神髄" "The Soul of Genius"                     | Brian Kelly      | Rachel Bennette                                                    | 2012年5月16日                 | 2015年2月4日   | 6.94      |
| 22                     | 2     | "女の自立と恋" "Generation of Vipers"                 | David O’Neill    | Patrick Harbinson                                                  | 2012年5月23日                 | 2015年2月5日   | 6.47      |
| 23                     | 3     | "恐怖のシンメトリー" "Fearful Symmetry"               | Nicholas Renton  | Russell Lewis                                                      | 2012年5月30日                 | 2015年2月11日  | 6.46      |
| 24                     | 4     | "消せない染み" "The Indelible Stain"                  | Tim Fywell       | Simon Block                                                        | 2012年6月6日                  | 2015年2月12日  | 6.64      |
| 第7シリーズ（2013年）  |       |                                                       |                  |                                                                    |                               |                |           |
| 25                     | 1     | "痛みなき殺人" "Down Among the Fearful"               | Brian Kelly      | Simon Block & Catherine Tregenna                                   | 2013年1月7日 2013年1月14日    | 2015年2月18日  | 8.21 8.09 |
| 26                     | 2     | "さすらいの君" "The Ramblin' Boy"                     | Dan Reed         | Lucy Gannon                                                        | 2013年1月21日 2013年1月28日   | 2015年2月19日  | 7.67 8.21 |
| 27                     | 3     | "賢者の思惑" "Intelligent Design"                     | Tim Fywell       | Stephen Churchett (Story) Helen Jenkins (Screenplay)               | 2013年2月4日 2013年2月11日    | 2015年2月25日  | 7.58 7.90 |
| 第8シリーズ（2014年）  |       |                                                       |                  |                                                                    |                               |                |           |
| 28                     | 1     | "銃弾の行方" "Entry Wounds"                           | Nicholas Renton  | Helen Jenkins                                                      | 2014年10月10日 2014年10月17日 | 2015年2月26日  | 7.01 6.41 |
| 29                     | 2     | "ネメアの獅子" "The Lions of Nemea"                   | Nick Laughland   | Tahsin Guner (Idea) Noel Farragher & Nick Hicks-Beach (Screenplay) | 2014年10月24日 2014年10月31日 | 2015年3月4日   | 5.95 6.31 |
| 30                     | 3     | "善悪の彼岸" "Beyond Good and Evil"                   | David Drury      | Noel Farragher                                                     | 2014年11月7日 2014年11月14日  | 2015年3月5日   | 5.75 4.80 |
| 第9シリーズ（2015年）  |       |                                                       |                  |                                                                    |                               |                |           |
| 31                     | 1     | "悲しみの童歌" "One for Sorrow"                       | Nick Laughland   | Helen Jenkins                                                      | 2015年10月6日 2015年10月13日  | 2016年6月8日   | 6.38 5.97 |
| 32                     | 2     | "錬金術殺人事件" "Magnum Opus"                        | Matthew Evans    | Chris Murray                                                       | 2015年10月20日 2015年10月27日 | 2016年6月9日   | 5.31 5.66 |
| 33                     | 3     | "絡まった結び目" "What Lies Tangled"                  | David Drury      | Nick Hicks-Beach                                                   | 2015年11月3日 2015年11月10日  | 2016年6月15日  | 5.44 6.23 |

## ソフト

### DVD
2021年9月現在、全話収録しているものは英国と米国で1セットずつ販売されている。日本語版は同年秋冬に2セットとして発売される予定。
- 英国（リージョン2、PAL）：英語音声・英語字幕、ITV Studios Home Entertainment、ASIN B014JDV6BU。
- 米国（リージョン1、NTSC）：英語音声（Dolby Digital 5.1）・英語字幕、PBS、ASIN B01ICLU7P6。
- 日本（リージョン2、NTSC）：英語音声（Dolby Digital 2.0 Stereo）・日本語字幕・英語字幕、インターフィルム、ASIN B09F29JNQC、ASIN B09F2GDLDJ。

### Blu-Ray
2021年9月現在、Blu-Rayはアメリカで第4から第8シリーズのものがシリーズごとに商品化されている。

### 注
1. ↑  第4・5シリーズの日本初放送日は[20][21]を参照。また27時（翌日午前3時）枠での放送のため、番組表の日付ではなく翌日の日付を掲載。
2. ↑  第6シリーズの日本初放送日は[22][23][24]を参照。
3. ↑  第7-9シリーズのエピソードは、英ITVでは1本を2分割して放送。
4. ↑  第7シリーズの日本初放送日は[22][23][25]を参照。
5. ↑  第8シリーズの日本初放送日は[22][23][26]を参照。
6. ↑  ITV HDの視聴者数を含まず。
7. ↑  第9シリーズの日本初放送日は[27]を参照。